# Lithophyllaceae
Famille
Les Lithophyllaceae sont une famille d'algues rouges de l'ordre des Corallinales.

## Étymologie
Le nom vient du genre type Lithophyllum, composé du préfixe lith-, pierre, et du suffixe -phyll, feuille.

## Description
Les Lithophyllaceae ont un thalle dressé et ramifié, ou encroûtant. Leurs axes sont dressés genouillés ou non genouillés, initialement dimères ou pseudomonomères. Leur structure est multiaxiale. Leurs cellules sont structurées en filaments végétatifs contigus souvent unies par des fusions latérales ou des connexions de puits secondaires. Des trichocytes sont souvent présents dans le cortex. Leurs conceptacles de sporanges sont formés par morphogenèse de filaments corticaux intercalés dans le disque fertile. Leurs ramifications spermatangiales sont restreintes au plancher des conceptacles mâles. Sinon avec les caractères de l'ordre des Corallinales.

## Liste des genres
Selon AlgaeBase (10 septembre 2024) :
- Amphiroa J.V.Lamouroux, 1812
- Amphiroeae Cabioch, 1972
- Crodelia Heydrich, 1911
- Dermatolitheae Cabioch, 1972
- Ezo Adey, Masaki & Akioka, 1974
- Goniolithon Foslie, 1898
- Hyperantherella Heydrich, 1900
- Lithophylleae Zanardini, 1844
- Lithophylloideae Setchell, 1943
- Lithophyllum Philippi, 1837
- Lithothamnium Philippi, 1837
- Lithothrix J.E.Gray, 1867
- Paulsilvella Woelkerling, Sartoni & Boddi, 2002
- Perispermon Heydrich, 1900
- Pseudolithophyllum Me.Lemoine, 1913
- Tenarea Bory, 1832
- Titanoderma Nägeli, 1858

Selon BioLib (6 janvier 2022) :
- Amphiroa J. V. Lamour.
- Crodelia Heydrich
- Goniolithon Foslie
- Lithophyllum R. A. Philippi
- Lithothrix J. E. Gray
- Paulsilvella Woelkerling, Sartoni & Boddi †
- Pseudolithophyllum M. Lemoine
- Tenarea Bory
- Titanoderma Nägeli

Selon NCBI (6 janvier 2022) :
- Amphiroa
- Lithophyllum Philippi, 1837
- Lithothrix
- Paulsilvella
- Pseudolithophyllum
- Titanoderma Ngeli in Ngeli & Cramer, 1858